# A kagylósrákok rendszertana
A kagylósrákok esetében egy közel természetes rendszertan csakis a különböző taxonok összehasonlító anatómiai vizsgálatai után határozható meg. A taxonómia fő feladata azon kritériumok meghatározása, amelyek alapján a monofiletikus egységek elhatárolása történik.
A kagylósrákok rendszertanában is sok a vitatott kérdés, ugyanis a biológusok a ma élő fajokat a lágy szervek alapján csoportosították, míg a paleontológusnak, aki a fosszilis fajokat tanulmányozza, ez a lehetőség nem adatik meg, kénytelen a megkövült váz morfológiájának bélyegeit felhasználni taxonómiai kritériumként. A paleontológus előnye azonban, hogy képes nyomon követni egyes fajok, sőt csoportok evolúcióját a földtörténeti korok során, míg a biológus csak a földtörténet egyetlen pillanatára, a jelenre szorítkozhat.
A rendszertan kereteit a biológusok állították fel az állat lágy szervei alapján. A fosszilis formákat ebbe a keretbe sorolták. A rendszertan még nem végleges, az idők során is sokat változott és a jövőben is biztosan változni fog.

## Osztályozási kritériumok
A magasabb taxonómiai kategóriák függetlenebbek az evolúciós változásoktól, mint az alacsonyabbak (nem, faj). Gyakorta kicsiny evolúciós változások új fajok leírását indokolnák, ez viszont a rendszertan nagymértékű és fölösleges szélesítésével járna.
A fosszilis kagylósrákok csoportosítása érdekében nagyszámú morfológiai vonást kell figyelembe venni. Egyetlen kritérium alapján nem lehetséges nemet (genus) meghatározni. A jellemvonások az idők során változhatnak, sőt el is tűnhetnek. A taxonok elkülönítésére a következő jellemvonásokat alkalmazzák:
1. Alosztály (Subclassis)
- meszes carapax két záródó teknővel, növendékvonalak nélkül, pórusokkal

2. Rend (Ordo)
- mellső nyílás (rostrum) jelenléte (csak Myodocopidáknál)
- középső izombenyomatok mintázata
- egyszerű elmeszesedett belső lemez (csak Platycopidáknál)
- a teknők szembetűnő átfedése a mellső (anterior) oldalon (csak Podocopidáknál)

3. Család (Familia)
- középső izombenyomat mintázata
- jól fejlett zárosperem jelenléte
- jól látható szem-tuberkulák
- szita-szerű pórusok

4. Alcsalád (Subfamilia)
- középső izombenyomat mintázatának részletei
- díszítettség foka
- zárosperem fejlettsége
- szem-foltok jelenléte
- marginális póruscsatornák száma
- Xestoleberis-folt jelenléte (csak Xestoleberidinaeknél)

5. Nem (Genus)
- alak (körvonal, nyúlványok)
- díszítés milyensége
- szemek jelenléte vagy hiánya
- a középső izombenyomatok finom részletei
- az összenövési vonal lefutása
- a pórusok és marginális póruscsatornák eloszlása, száma és típusa
- átfedés
- a marginális zóna szélessége és felépítése

6. Faj (Species)
- a díszítés részletei
- marginális póruscsatornák helye és száma
- az alak változása
- a szegély és ráncok kialakulása
- méret
- a zárosperem finom részletei
- a pórusok eloszlása
- az opak foltok alakja és eloszlása a teknőkön
- a mellső (anterior)és hátsó-széli (posteromarginális)fogazat jelenléte vagy hiánya
- teknők átfedése
- ivari kétalakúság
- ontogenetikus többalakúság (ontogenézis=egyedfejlődés)

## Az osztályozás története
A kagylósrákok első rendszerezése Bairdtől származik (1850). Ő három családot különböztetett meg:
- Cypridae a Cypris és Candona nemekkel
- Cytheridae a Cythere és Cythereis nemekkel
- Cypridinadae a Cypridina nemekkel

1853-ban Dana két családot állított fel:
- Cypridae két alcsaláddal: Cyprinae és Cytherinae
- Halocypridae szintén két alcsaláddal: Cypridinae és Halocyprinae.

A fenti osztályozásokban már megtaláljuk a mai rendszertan legjelentősebb családjait.
Sars 1866-ban továbbfejlesztette a rendszert és megalkotta a hagyományos Ostracoda szisztematikát, amely 1922 és 1928 között jelent meg. Ezt a rendszertant követte Morkhoven is. A kagylósrákokat rendnek tekintették 4 alrenddel: Cladocopa, Platycopa, Myodocopa és Podocopa. Ezt a rendszert 1894-ben G.W. Müller módosította és a négy alrend helyett két törzset (tribus) vezetett be: Myodocopa és Podocopa. 1920-ban Skogsberg továbblépett és a kagylósrákok rendjén belül öt alrendet különített el: Halocypriformes, Cypridiniformes, Polycopiformes, Cypriformes, Cytherelliformes. A három szerző közötti relációt a következő táblázat szemlélteti:
| G.W. MÜLLER 1894 | SARS 1866 | SKOGSBERG 1920   |
| Myodocopa        | Myodocopa | Halocypriformes  |
| .                | Cladocopa | Cypridiniformes  |
| Podocopa         | Podocopa  | Polycopiformes   |
| .                | Platycopa | Cypriformes      |
| .                | .         | Cytherelliformes |

A fent említett felosztások csupán a biológusok számára voltak hasznosak, a paleontológusok számára viszont nem, mert nem vett figyelembe számos kihalt (főleg paleozoikumi) fajt. Először Ulrich és Bassler (1923) majd Bassler és Kellett (1934) vezették be a fosszilis anyagot is a rendszertanba. Ők is tévedtek azonban, hiszen teljesen figyelmen kívül hagyták a biológiai rendszert és annak kritériumait és a fosszilis anyagot családcsoportonkként helyezték el a szisztematikába. Erre a tévedésre már Schmidt (1941) rámutatott, azonban ez a rendszer még sokáig használatos maradt a paleontológusok körében. Az első próbálkozások a rendszertan kijavítására Henningsmoentól (1953) származnak. Ő vezette be a Palaeocopa alrendet, amely magába foglalja az összes paleozoikumi formát. 1958-ban Pokorny állította fel az új rendszert, amely azóta ugyan sokat változott, de még használható. Ő a kagylósrákokat alosztályként kezeli, négy alrenddel: Beyrichiida, Podocopida, Myodocopida, Leperditiida. A Géczy Barnabás által is használat rendszertan szerint a több, mint 1600 élő kagylósrák fajt a Rákok altörzsének egy külön osztályaként kezeli, hat renddel:
Archaeocopida, Leperditicopida, Palaeocopida, Myodocopida, Podocopida és Platycopida. A Martin és Davis által 2001-ben aktualizált rendszertan két alosztályt különít el:
- Myodocopa alosztály a Myodocopida és Halocyprida rendekkel
- Podocopa alosztály a Platycopida és Podocopida rendekkel